# Гороховка (Федоровський район)
Горо́ховка (рос. Гороховка, башк. Гороховка) — присілок у складі Федоровського району Башкортостану, Росія. Входить до складу Покровської сільської ради.
Населення — 81 особа (2010; 94 в 2002).
Національний склад:
- росіяни — 99%